# Echinophyllia aspera
Echinophyllia aspera är en korallart som först beskrevs av Ellis och Daniel Solander 1786.  Echinophyllia aspera ingår i släktet Echinophyllia och familjen Pectiniidae. IUCN kategoriserar arten globalt som livskraftig. Inga underarter finns listade i Catalogue of Life.